# Resolutie 564 Veiligheidsraad Verenigde Naties
Resolutie 564 van de Veiligheidsraad van de Verenigde Naties werd op 31 mei 1985 unaniem goedgekeurd.

## Achtergrond
In 1975 brak in Libanon een burgeroorlog uit tussen de christenen en de moslims in het land, die nog tot 1990 zou duren. Ook de Palestijnse Bevrijdingsorganisatie (PLO) ging meevechten met de moslims.
In 1976 kwam buurland Syrië tussenbeide om te voorkomen dat een van beide partijen zou winnen, wat voor Syrië ongunstig zou zijn geweest. In 1978 en 1982 viel ook Israël het land binnen, als antwoord op aanvallen door de PLO op Israël. Later in 1982 kwam er een internationale macht die toezag op het vertrek van de PLO uit Libanon. In februari 1984 viel het Libanese leger uiteen door interne verdeeldheid, en in 1985 liep het conflict opnieuw uit de hand.

## Inhoud
De Veiligheidsraad:
- Herinnert aan de verklaring van 's Raads voorzitter.
- Is erg bezorgd om de escalatie van het geweld waarbij de bevolking, inclusief Palestijnen in vluchtelingenkampen, betrokken is met slachtoffers en verwoestingen tot gevolg.

1. Is erg bezorgd om de zware tol aan levens en de verwoesting die de Libanese bevolking treffen en roept op om het geweld tegen burgers, en in en rond de Palestijnse vluchtelingenkampen in het bijzonder, te stoppen.
2. Herhaalt zijn oproep om de soevereiniteit, onafhankelijkheid en territoriale integriteit van Libanon te respecteren.
3. Roept alle partijen op om maatregelen te nemen om het lijden te verlichten, in het bijzonder door het de VN-organisaties en niet-gouvernementele organisaties mogelijk te maken om hulp te bieden en de veiligheid van hun personeel te waarborgen.
4. Doet een oproep aan alle betrokken partijen om samen te werken met de Libanese overheid en de secretaris-generaal aan de uitvoering van deze resolutie en vraagt de secretaris-generaal hierover te rapporteren.
5. Bevestigt zijn intentie om de situatie van nabij op te volgen.

## Verwante resoluties
- Resolutie 561 Veiligheidsraad Verenigde Naties
- Resolutie 563 Veiligheidsraad Verenigde Naties
- Resolutie 573 Veiligheidsraad Verenigde Naties
- Resolutie 575 Veiligheidsraad Verenigde Naties

Lijst ·  560 ·  561 ·  562 ·  563 ·  564 ·  565 ·  566 ·  567 ·  568 ·  569 ·  570 ·  571 ·  572 ·  573 ·  574 ·  575 ·  576 ·  577 ·  578 ·  579 ·  580